# Жан-Франсоа Миле
Жан-Франсоа Миле (на френски: Jean-François Millet) е френски художник от 19 век, представител на Реализма и Барбизонската школа.

## Биография
Миле е роден на 4 октомври 1814 г. в село Грюши, провинция Нормандия. Баща му е органист в местната църква. През 1833 г. младежът пристига в Шербур и постъпва в ателието на художника портретист Дю Мушел. Две години по-късно се мести в ателието на баталиста Ланглуа, който е и надзирател на местния музей. Тук Миле има възможност да се запознае с изкуството на нидерландските и испански майстори от 17 век.
През 1837 г. постъпва в Школата за изящни изкуства в Париж, където негов преподавател е Пол Деларош, автор на платна с историческа тематика.
След скарване с учителя си, през 1839 г. Миле се завръща в Шербур, опитвайки се да направи кариера на портретист. Поръчаният посмъртен портрет на бившия кмет на Шербур е отхвърлен поради слаба прилика с модела. За да се прехранва, художникът рисува фирмени табели.
През ноември 1841 г. се жени за Полин Оно, дъщеря на шивач. Същата година двамата се местят в Париж, но Миле не успява да се наложи като художник и семейството живее в бедност. През 1844 г. съпругата му умира от туберкулоза, а той се връща в Шербур, където се запознава с 18-годишната Катрин Лемер. През 1845 г. двамата се местят в Хавър, а скоро след това се установяват в Париж. С Катрин сключва граждански брак през 1853 г.
Във френската столица художникът изоставя портретния жанр. Рисува неголеми по размер платна с митологични и пасторални сюжети, които се продават добре. През 1847 г. представя в „Салона“ картината си „Снемане на младенеца Едип от дървото“, получила някои благоприятни отзиви. На следващата година в Париж избухва революция и крал Луи-Филип е свален. Новият републикански обществен строй донася и нови естетически виждания. Според тях изображенията на обикновени хора не са по-низше изкуство от митологическите, исторически и религиозни картини. Миле се насочва към сюжети от живота на френските селяни, които от 1848 г. стават основни в творчеството му. Изложената същата година в „Парижкия салон“, негова картина „Веяч“ е откупена от министъра на вътрешните работи Александър Ледрю-Ролен. Миле получава поръчка от страна на правителството за платно на тема „Агар и Измаил“. По своя преценка той изменя библейския сюжет. Резултатът е една от най-известните му картини – „Събирачки на класове“.
През 1848 г. художникът се установява в село Барбизон недалеч от Париж. Тук той прекарва останалата част от живота си, като се изключи периодът на Френско-пруската война (1870 – 1871), когато е в Шербур. В Барбизон по това време работят и множество други художници (Теодор Русо, Камий Коро), спадащи към реалистичното направление в живописта и известни днес като представители на Барбизонската школа. Миле влиза в техния кръг. Поддържа близки приятелски отношения с Теодор Русо.
Миле сключва договор с колекционера Алфред Сенсе, задължавайки се да му предава картините си срещу финансова издръжка и осигуряване на материали за рисуване. През 1860 г. той постига подобно споразумение с белгийските търговци Е. Бланк и А. Стивънс, приемайки да им предоставя ежегодно 25 свои картини. Те организират множество изложби на негови творби, спомогнали за увеличаване интереса към изкуството му сред колекционерите.
През 1864 г. Миле участва в „Салона“ с картина „Пастирка охраняваща стадо“. По това време той се радва на широка известност.
През 1866 г. художникът прекратява договора с белгийските търговци, считайки го вече за неизгоден.
В късното си творчество, възможно под влиянието на другите барбизонци, Миле рисува все повече пейзажи. За колекционера Фредерик Хартман в периода 1868 – 1874 г. той създава поредица от платна на тема „Годишните времена“. Последната картина в цикъла, „Зима“ остава недовършена поради тежкото заболяване споходило художника в края на 1873 г. Той не успява да изпълни и поръчаната серия платна из живота на света Женевиев, предназначена за Пантеона в Париж. Малко преди смъртта си той сключва църковен брак с Катрин Лемер, от която има 9 деца.
На 20 януари 1875 г. художникът умира в Барбизон. Погребан е в съседното село Шалли, редом с приятеля му Теодор Русо.

## Творчество
Франсоа Миле е известен най-вече със сцените си из селския живот, но работи и в жанровете на портрета и пейзажа. На пръв поглед темите, които третират картините му са тривиални, но в тях личи умението на художника да предава богатия вътрешен свят на персонажите си. Ярък пример в това отношение е „Вечерна молитва“ („Анжелюс“) от 1857 – 1859 г. Освен маслени боиМиле ползва и пастелната техника. От 50-те години на 19 век работи и в областта на гравюрата. Някои от графиките си създава въз основа на живописните си творби, други са оригинални. Сред известните му графични произведения са „Биене на масло“ и „Шивачка на бельо“ (1855). Високо ценени заради свободата и експресивността, която носят, са рисунките на Миле. Те са правени с въглен, пастел и креда. В писмо от 1887 г. до сина си Люсиен Камий Писаро споделя, че за него най-ценни в творчеството на Миле са именно рисунките му.
Съвременната на Миле парижка художествена критика се отнася нееднозначно към творчеството му. Консервативно настроената част от нея го упреква в грубост, противоречаща на традициите на изящното изкуство. Крайно либералната вижда в платната му възхвала на обикновения трудов човек. Тези възгледи са до голяма степен резултат от бурната обществено-политическа обстановка във Франция през епохата. Няма сведения Миле да има някакви политически пристрастия. Когато по време на Парижката комуна е сформирана Федерацията на художниците, той не се включва в нея.
Творчеството на Миле оказва влияние върху импресионистите и Винсент ван Гог. Последният не крие възхищението си от барбизонския майстор и копира някои от картините му.
- „Автопортрет“
- „Портрет на Полин Оно“, 1843 – 1844 г.
- „Портрет на Арман Оно“, 1843 г.
- „Веяч“, 1848 г.
- „Вечерна молитва“ („Анжелюс“), 1857 – 1859 г.
- „Предачка“, ок. 1868 г.